# Baba İlyas
Ebu'l-Baka Baba İlyas b. Ali el-Horasânî (død 1240) var en wafai dervish, som i 1239 gjorde oprør mod det Seljukiske Rige i det nuværende Tyrkiet. Oprøret blev brutalt nedkæmpet og Baba İlyas blev henrettet.

## Baba İlyas' liv
Baba İlyas blev født i Khorasan og sendt til Anatolien af sin spirituelle leder Dede Garkın. Han regnes som en af alevitternes Khorasan-helgener.
I 1231 bosatte han sig i landsbyen Çat nær byen Amasya, hvor han var beskæftiget landbrug. Her levede han et meget spirituelt og ikke-materialistisk liv. Ifølge historikeren Ibn Bîbî krævede Baba İlyas ikke penge for sit arbejde, men blot mad til at stille sin sult. I løbet af kort tid blev Baba İlyas meget kendt og højt respekteret i omegnen.
Han byggede en tekke i landsbyen og fik samlet elever (mürid). Baba İlyas virkede som sufi-sheikh for wafai-ordenen.
Baba İlyas udførte mirakler og hans elever så ham som en højststående helgen.

## Babai-oprøret
Ifølge hans oldebarn, Elvan Çelebi, gjorde Baba İlyas oprør mod den seljukiske sultan Giyasu'd-Din den 12. august 1239. Oprøret blev iværksat sammen med en af Baba İlyas' apostle, Baba Ishak.
Efter et stort slag på Malyasletten ved Kırşehir blev oprøret slået ned, og både Baba İlyas og Baba İshak mistede livet.
Baba İlyas' grav findes i et mausoleum i landsbyen Çat (nu: İlyasköy) i provinsen Amasya.